# Parker Sawyers
Parker Sawyers (nacido el 24 de mayo de 1984) es un actor estadounidense. Su primer papel protagónico en el cine fue una caracterización de un joven Barack Obama en la película Southside With You. En 2016 tuvo un pequeño papel interpretando al oficial Cole en la película de horror The Autopsy of Jane Doe. Es hijo de Paula Parker-Sawyers, diputada mayor de Indianápolis entre 1989 y 1991, y de James Sawyers, un maestro y administrador.

## Filmografía

### Cine y televisión
| Año  | Título                   | Papel                   |
| ---- | ------------------------ | ----------------------- |
| 2012 | Zero Dark Thirty         | Interrogador            |
| 2013 | Austenland               | Alexander               |
| 2014 | Monsters: Dark Continent | Shaun Williams          |
| 2016 | Southside with You       | Barack Obama            |
| 2016 | The Call Up              | Str8 Shoot3r / Andre    |
| 2016 | Snowden                  | Entrevistador de la CIA |
| 2016 | The Autopsy of Jane Doe  | Agente Cole             |
| 2016 | Don't Hang Up            | Mr. Lee                 |
| 2017 | Sand Castle              | Sargento Robinson       |
| 2017 | The Mummy                | Copiloto                |
| 2018 | Succession               | Alessandro              |
| 2018 | Greta                    | Gary                    |
| 2018 | Pine Gap                 | Gus Thomson             |
| 2019 | Monsoon                  | Lewis                   |
| 2022 | The Lost Girls           | Adam                    |
| 2022 | The Nan Movie            | Walter                  |
| 2023 | Spy/Master               | Frank Jackson           |
| 2024 | Red Eye                  | Eric Jones              |